# Fergania polyantha
Fergania polyantha là một loài thực vật có hoa trong họ Hoa tán. Loài này được (Korovin) Pimenov mô tả khoa học đầu tiên năm 1982.